# Сєверне (Тайиншинський район)
Сє́верне (каз. Северное) — село у складі Тайиншинського району Північноказахстанської області Казахстану. Входить до складу Великоізюмівського сільського округу.
Населення — 49 осіб (2021; 96 у 2009, 152 у 1999, 179 у 1989).
Національний склад станом на 1989 рік:
- українці — 34 %
- німці — 34 %
- росіяни — 22 %.